# 이즈나가오카정
이즈나가오카정(伊豆長岡町)은 시즈오카현 다가타군에 설치되었던 정이다.
2005년 4월 1일에 니라야마정, 오히토정과 합병해 이즈노쿠니시가 되었다.  현재의 이즈노쿠니시 서부에 해당한다.

## 역사
- 1889년 4월 1일 - 정촌제 시행으로 기미자와군 가와니시촌이 되었다.
- 1896년 4월 1일 - 다카타군의 구역이 되었다.
- 1934년 11월 3일 - 정으로 승격해 이즈나가오카정이 되었다.
- 1954년 3월 31일 - 다카타군 에마촌을 편입하였다.
- 2005년 4월 1일 - 니라야마정, 오히토정과 합병해 이즈노쿠니시가 되었다.

## 교통

### 도로
- 국도 제136호선
- 국도 제414호선